# Progresión I – V – VI – IV

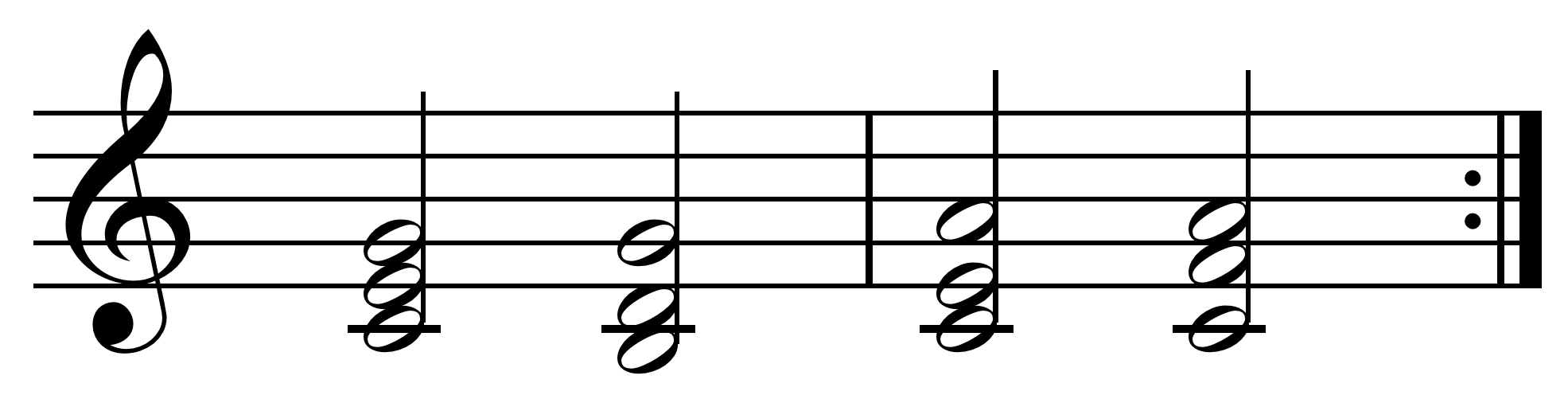
Progresión de acordes I – V – vi – IV en C.

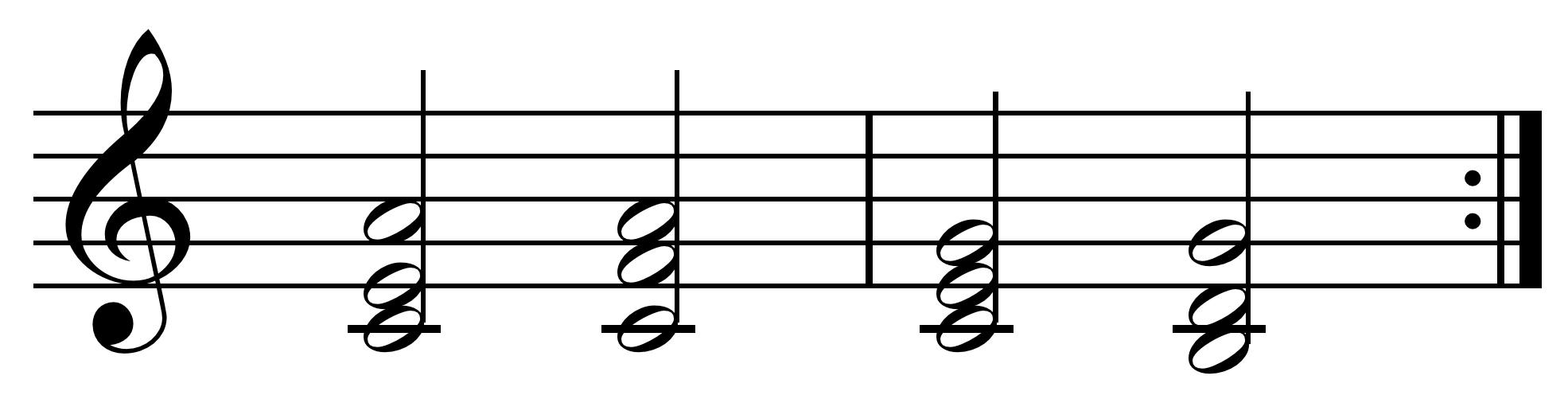
Progresión de acordes vi–IV–I–V en C.

La progresión I–V–vi–IV es una progresión de acordes común y popular en varios géneros musicales. Utiliza los acordes I, V, vi y IV de una escala musical . Por ejemplo, en la tonalidad de Do mayor, esta progresión sería C–G–Am–F.  Las rotaciones incluyen:
- I–V–vi–IV : C–G–Am–F
- V–vi–IV–I : G–Am–F–C
- vi–IV–I–V : Am–F–C–G
- IV–I–V–vi : F–C–G–Am

La progresión de los años 50 utiliza los mismos acordes pero en un orden diferente (I – vi – IV – V), sin importar el punto de partida.